# Mike Cossi
Mike Cossi, pierwotnie Maciej Kossowski (ur. 11 lutego 1937 w Grudziądzu, zm. 30 października 2022 w Nowym Jorku) – polski piosenkarz, trębacz, kompozytor i aranżer.

## Życiorys
Był uczniem II Liceum Ogólnokształcącego im. Jana III Sobieskiego w Grudziądzu. Studiował na Uniwersytecie Mikołaja Kopernika w Toruniu i w Wyższej Szkole Pedagogicznej w Gdańsku (filologia polska).
Uczył się gry na trąbce w Średniej Szkole Muzycznej w Gdańsku. Grał w gdańskim teatrzyku studenckim (jako aktor) Bim-Bom i w cyrku Tralabomba Jazz Band Jerzego Afanasjewa. Dwukrotnie, (bez powodzenia) starał się dostać do Państwowej Wyższej Szkoły Filmowej.
W latach 1963–1967 był solistą Czerwono-Czarnych. W 1967 roku Kossowski wyruszył na trzymiesięczną trasę koncertową do Związku Radzieckiego z zespołem Tajfuny. Koncertował także w Grecji, Czechosłowacji (1964), Niemczech (1965), Belgii, Szwecji, Stanach Zjednoczonych (1966).
Po powrocie do kraju do końca 1969 roku współpracował jako producent, kompozytor muzyki, aranżer i piosenkarz ze „Studiem Rytm” w Polskim Radio Warszawa. W tym czasie napisał muzykę do piosenek śpiewanych przez takich wykonawców jak: Edward Hulewicz i Heliosi, Kasia Sobczyk, Henryk Fabian, Jacek Lech, Elżbieta Żakowicz i zespół Wiślanie 69 („Gdy sam zostaniesz”, muzyka M. Kossowski, słowa Bogdan Loebl i Marek Gaszyński), Ala Eksztajn, Fryderyka Elkana, Filipinki, Maria Figiel, Halina Frąckowiak i Grupa ABC.
Najbardziej znane, przez niego zaśpiewane jego piosenki to: evergreen – „Wakacje z blondynką” (muzyka Juliusz Loranc, słowa Jonasz Kofta) oraz „Agatko pocałuj”, „Dwudziestolatki”, „Domowe strachy”, „Nie mówię żegnaj”, „Z Cyganami w świat”. Inne znane piosenki z jego repertuaru: „To ty, Mario”, „Kto mi to da”, „Augustyna”, „Szkolny bal”, „Wiatr od Klimczoka” (muzyka Zbigniew Bizoń, słowa Krzysztof Dzikowski).
Współpracował z takimi autorami tekstów jak np.: Jonasz Kofta, Bogdan Loebl, Marek Głogowski, Zbigniew Jerzyna i z zespołami: Czerwono-Czarni, Tajfuny, Warszawscy Stompersi, Zespół Zbyszka Namysłowskiego, Tralabomba Jazz Band, Orkiestra Polskiego Radia w Warszawie pod dyrekcją Jerzego „Dudusia” Matuszkiewicza i Piotra Figla.
Będąc w Stanach Zjednoczonych poznał dziewczynę, Amerykankę, z którą później korespondował. Przyjechała w 1967 roku do Polski. Pobrali się w Świnoujściu. Wyjechał do Stanów Zjednoczonych na stałe. Według jednych źródeł w październiku 1969 (Emilia Padoł), według innych na początku 1970 roku (Ryszard Wolański, Dariusz Michalski).   
Osiedlił się na stałe w Nowym Jorku (początek 1970) i założył własną grupę instrumentalną, z którą występował w okolicznych klubach. W latach 80. XX wieku występował na stałe w Milford Plaza Hotel na Broadwayu. W 1983 zmienił nazwisko na Mike Cossi, przyjął też amerykańskie obywatelstwo.
W 2012 roku przyjechał do Polski – wystąpił na jedynym koncercie w Grudziądzu, w trakcie święta swojego rodzinnego miasta.
Pochowany na cmentarzu w Hamptons w stanie Nowy Jork.